# Tomorrowland (festival)
Tomorrowland je elektronický hudební festival v Belgii. Festival se koná ve městě Boom, 16 kilometrů jižně od Antverp a 32 kilometrů severně od Bruselu a je pořádán od roku 2005. Od té doby se stal jedním z největších a nejvýznamnějších světových hudebních festivalů.

## Historie
- První ročník festivalu se konal 14. srpna 2005. Festival organizovalo ID&T Belgium. Účinkovali: Push (M.I.K.E.), Armin van Buuren, Cor Fijneman, Yves Deruyter, Technoboy, Eddie Halliwell, Jon O'Bir, Yoji Biomehanika a Coone.
- Druhý ročník festivalu se konal 30. července 2006, vystoupili Armin van Buuren, David Guetta, Fred Baker, DJ Zany, Ruthless a Marco Bailey. Na mnoha plakátech bylo zmiňováno, že se zúčastní i DJ a producent Paul Oakenfold, ten ale svou účast na poslední chvíli zrušil, protože byl na turné s Madonnou.
- Třetí ročník festivalu trval poprvé ve své historii dva dny a konal se 28. a 29. července 2007.
- V roce 2008 se festival konal ve dnech 28. a 29. července, a zúčastnilo se více než 100 DJů. Počet návštěvníků poprvé ve své historii přesáhl 50 tisíc.
- V roce 2017 se poprvé ve své historii odehrával festival ve dvou týdnech W1 a W2, v každém týdnu od čtvrtka do neděle. Stejně tak i v roce 2018.
- Po ročníku 2018 bylo oznámeno konání prvního zimního festivalu Tomorrowland Winter v Alpe-d'Huez ve Francii v termínu 9.–16. března 2019.
- Ročníky 2020 a 2021 se kvůli pandemii covidu-19 konaly online ve virtuální realitě.
- V roce 2022 se poprvé ve své historii festival odehraje ve třech víkendech W1, W2 a W3, v každém týdnu od čtvrtka do neděle.

### Ročníky
| Rok  | Počet návštěvníků | Datum                      | Nejznámější hosté | Téma                                                       |
| ---- | ----------------- | -------------------------- | --- | ---------------------------------------------------------- |
| 2020 | —                 | —                          | 16. ročník tomorrowlandu zrušen kvůli pandemii covidu-19 | —                                                          |
| 2019 | 480 000           | 19.-21. a 26.-28. července | Afrojack, Armin van Buuren, Axwell, David Guetta, Dimitri Vegas & Like Mike, Martin Garrix, Tiësto, KSHMR, Timmy Trumpet, Salvatore Ganacci | The Book Of Wisdom - The Return (Kniha Moudrosti - Návrat) |
| 2018 | 480 000           | 20.-22. a 27.-29. července | Afrojack, Alesso, Armin van Buuren, Axwell Λ Ingrosso, David Guetta, Dimitri Vegas & Like Mike, Martin Garrix, Hardwell, Steve Angello, Steve Aoki, Tiësto, Alan Walker, Salvatore Ganacci                                                                        | The Story Of Planaxis (Příběh Planaxisu)                   |
| 2017 | 400 000           | 20.-22. a 27.-29. července | Axwell /\ Ingrosso, Carl Cox, Eric Prydz, Marshmello, Steve Aoki, Tiësto, Alesso, Armin van Buuren, Dimitri Vegas & Like Mike, Timmy Trumpet, David Guetta, Lost Frequencies, Markus Schulz, Martin Garrix, Steve Angello, Johan Gielen, Chocolate Puma, Krewella | Amicorum Spectaculum (Amicorum Spectaculum)                |
| 2016 | 180 000           | 22.–24. července           | Tiesto, Armin van Buuren, Deadmau5, Eric Prydz, David Guetta, DVBBS, W&W, The Chainsmokers, Fedde Le Grand, Laidback Luke, Ferry Corsten, Paul Kalkbrenner | The Elixir Of Life (Elixír Života)                         |
| 2015 | 180 000           | 24.–26. července           | 3 Are Legend, Afrojack, Alesso, Armin van Buuren, Axwell Λ Ingrosso, David Guetta, Dimitri Vegas & Like Mike, Hardwell, Oliver Heldens, Steve Aoki, The Symphony Of Unity, Tiësto, W&W                                                                            | The Secret Kingdom Of Melodia (Tajemné Království Melodie) |
| 2014 | 360 000           | 18.–20. a 25.–27. července | Afrojack, Armin van Buuren, Avicii, David Guetta, Dimitri Vegas & Like Mike, Hardwell, Martin Solveig, Steve Aoki, Tiësto | The Key Of Happines (Klíč Ke Štěstí)                       |
| 2013 | 180 000           | 26.–28. července           | Axwell, Tiësto, Armin van Buuren, Hardwell, Afrojack, David Guetta, Avicii, Steve Aoki, Nicky Romero, Sebastian Ingrosso | The Arising Of Life (Vznik Života)                         |
| 2012 | 180 000           | 27.–29. července           | David Guetta, Steve Aoki, Swedish House Mafia, Avicii, Afrojack, Above & Beyond, Wildstylez, Hardwell | The Book Of Wisdom (Kniha Moudrosti)                       |
| 2011 | 180 000           | 22.–24. července           | Faithless, 2 Many DJs, David Guetta, Swedish House Mafia, DJ Tiësto, Avicii, Paul van Dyk | The Tree Of Life (Strom Života)                            |
| 2010 | 120 000           | 24. a 25. července         | Swedish House Mafia, David Guetta, DJ Chuckie, Armin van Buuren, Dada Life, Roger Sanchez | Zon (Slunce)                                               |
| 2009 | 90 000            | 25. a 26. července         | Push, Natural Born Deejays, Sash!, Moby, Felix da Housecat, David Guetta, Paul van Dyk, Axwell | Masker (Maska)                                             |
| 2008 | cca 50 000        | 26. a 27. července         | Carl Cox, David Guetta, Dr. Lektroluv, Yves V, Armin van Buuren, Felix da Housecat |                                                            |
| 2007 | cca 50 000        | 28. a 29. července         | Magnus, Marco Bailey, Shameboy, Jan Van Biesen, Roger Sanchez, David Guetta, Headhunterz |                                                            |
| 2006 | 15 000            | 30. července               | Armin van Buuren, David Guetta, Fred Baker, Zany, Ruthless, Marco Bailey |                                                            |
| 2005 | 9 000             | 14. srpna                  | Push, Armin van Buuren, Cor Fijneman, Yves Deruyter, Technoboy, Coone |                                                            |

## Průběh registrace
I přes velkou kapacitu festivalu jsou díky enormnímu zájmu vstupenky vyprodány v řádech desítek minut. Šance na koupi vstupenek jsou díky systému prodeje a uvolňování teoreticky pro všechny stejné, čímž se pořadatelé snaží zajistit rovnoměrný prodej po celém světě. Systém nákupu je následující:
1. Předregistrace - Slouží jako registrace k budoucímu nákupu. Prvních 10 registrovaných z každé země získává předkupní právo v době otevření elektronického obchodu se vstupenkami. První registrovaný z každé země je zvolen Mezinárodním Ambasadorem a je mu garantováno vyhrazené místo pro stan v Dreamville. V rámci předregistrace je nutné zvolit preferovaný týden návštěvy (od 2017).
2. Nákup - Elektronický obchod se vstupenkami je spuštěn ve dvou týdnech odděleně pro dva turnusy festivalu. Od chvíle spuštění obchodu, které je předem oznámeno, jsou návštěvníci webu zařazeni do fronty a postupně vpouštěni do obchodu, dokud nejsou všechny balíčky prodány.
3. Zaslání náramku - Festival je cashless a veškeré nákupy na něm probíhají skrz náramek s čipem, na který si návštěvníci převádějí virtuální měnu - Perly. Tyto náramky jsou cca 2 měsíce před festivalem zaslány poštou.
4. Aktivace - Po obdržení náramku je nutné je aktivovat online a nabít jej penězi.

## Balíčky a ceny
Existuje několik typů balíčků dle typu ubytování. Ceny vč. poplatku 2,7 % a 8 EUR/os. při kurzu 25,6 Kč za EUR.
| Balíček                                   | EUR/os.   | CZK/os.    |
| ----------------------------------------- | --------- | ---------- |
| Magnificent Green Package                 | 393 EUR   | 10 056 CZK |
| Magnificent Green Comfort Package         | 614 EUR   | 15 709 CZK |
| Magnificent GreenmTent 2P Package         | 469 EUR   | 12 015 CZK |
| Magnificent Green Tent 2P Comfort Package | 690 EUR   | 17 668 CZK |
| Easy Tent 2P Package                      | 524 EUR   | 13 409 CZK |
| Easy Tent 2P Package Comfort              | 745 EUR   | 19 061 CZK |
| Easy Tent 4P Package                      | 519 EUR   | 13 277 CZK |
| Easy Tent 4P Package Comfort              | 739 EUR   | 18 930 CZK |
| Spectacular Easy Tent 2P Package          | 619 EUR   | 15 840 CZK |
| Spectacular Easy Tent 2P Package Comfort  | 840 EUR   | 21 493 CZK |
| Spectacular Easy Tent 4P Package          | 606 EUR   | 15 505 CZK |
| Spectacular Easy Tent 4P Package Comfort  | 826 EUR   | 21 158 CZK |
| Relax Room Package                        | 855 EUR   | 21 887 CZK |
| Relax Room Comfort Package                | 1 076 EUR | 27 540 CZK |
| DreamLodge Package                        | 953 EUR   | 24 385 CZK |
| DreamLodge Comfort Package                | 1 173 EUR | 30 038 CZK |
| Spectacular DreamLodge Package            | 1 073 EUR | 27 474 CZK |
| Spectacular DreamLodge Comfort Package    | 1 294 EUR | 33 127 CZK |
| Kokono 2P Package                         | 993 EUR   | 25 424 CZK |
| Kokono 2P Comfort Package                 | 1 214 EUR | 31 076 CZK |
| Cabana Package                            | 1 034 EUR | 26 475 CZK |
| Cabana Comfort Package                    | 1 255 EUR | 32 128 CZK |

## Ocenění a nominace
| Rok  | Ocenění                          | Kategorie        | Ocenění pro                 | Výsledek |
| ---- | -------------------------------- | ---------------- | --------------------------- | -------- |
| 2012 | International Dance Music Awards | Best Music Event | Tomorrowland – Boom, Belgie | Výhra    |
| 2013 | International Dance Music Awards | Best Music Event | Tomorrowland – Boom, Belgie | Výhra    |
| 2014 | International Dance Music Awards | Best Music Event | Tomorrowland – Boom, Belgie | Výhra    |
| 2015 | International Dance Music Awards | Best Music Event | Tomorrowland – Boom, Belgie | Výhra    |
| 2016 | International Dance Music Awards | Best Music Event | Tomorrowland – Boom, Belgie | Výhra    |

| Rok  | Ocenění                      | Kategorie     | Ocenění pro  | Výsledek     |
| ---- | ---------------------------- | ------------- | ------------ | ------------ |
| 2011 | Red Bull Elektropedia Awards | Best Festival | Tomorrowland | Výhra        |
| 2012 | Red Bull Elektropedia Awards | Best Festival | Tomorrowland | Výhra        |
| 2013 | Red Bull Elektropedia Awards | Best Festival | Tomorrowland | Výhra        |
| 2014 | Red Bull Elektropedia Awards | Best Festival | Tomorrowland | Výhra        |
| 2015 | Red Bull Elektropedia Awards | Best Festival | Tomorrowland | 3. místo     |
| 2016 | Red Bull Elektropedia Awards | Best Festival | Tomorrowland | Bez umístění |
| 2017 | Red Bull Elektropedia Awards | Best Festival | Tomorrowland | 3. místo     |